# Sydlig søelefant
Sydlig søelefant (Mirounga leonina) er den ene af to arter i slægten søelefanter i familien ægte sæler (Phocidae). Den lever i havet omkring Antarktis og findes i parringstiden i store kolonier på øer og langs kyster. Hanner kan veje fire ton, mens hunner kun vejer op til 800 kg. Denne sæl blev tidligere jaget i stor udstrækning, men bestanden er nu flere steder på vej op igen.

## Udseende
Hannerne af arten er de største sæler i verden og samtidige de største nulevende medlemmer af ordnen rovdyr (Carnivora). Deres kropslængde kan sommetider være over 6 meter og vægten nå op på 4.000 kg. Individerne når deres maksimale vægt i løbet af det antarktiske forår, når de kommer frem til koloniens parringssted. Hunnerne er med en kropslængde på op til 4 meter og en gennemsnitlig vægt på 800 kg betydeligt mindre end hannerne. Vægten varierer meget i løbet af året. For eksempel kan hunner tabe halvdelen af deres vægt i løbet af 25 dage, når de giver die til ungen.
Med snudens hjælp forøges lyden under kommunikationen og en stor snabel viser dominans i forhold til andre hanner. Sydlig søelefant er større end den nordlige søelefant og hos den sydlige art er størrelsesforskellen mellem hanner og hunner større. Snablen er derimod i forhold til den øvrige krop mindre. Den når kun 10 cm ud fra resten af ansigtet.
De forreste lemmer er omdannet til korte luffer som anvendes til at styre og stabilisere under svømning. Dyret bevæger sig fremad ved hjælp af de kraftige bagluffer. Kroppen er dækket med korte stive hår, der i begyndelsen er mørkebrune eller mørkegrå, hvorefter de efterhånden blegner.

## Udbredelse og levested
Den sydlige søelefant forekommer ved kyster og øer omkring Antarktis og opholder sig størstedelen af sit liv i havet. De kan ses i størst antal på deres parrings- og hvilepladser nord for pakisbæltet, men arten findes også ved Antarktis strande. Uden for parringstiden vandrer nogle individer nordpå til Sydafrika, Australien, New Zealand og Patagonien.
De største kolonier forekommer på Sydgeorgien i det sydlige Atlanterhav. Andre store kolonier findes på Macquarieøen, på Heard- og McDonaldøerne, på øgruppen Kerguelen og på Valdeshalvøen ved Sydamerikas sydspids. I Antarktis iagttages de med jævne mellemrum ved Vestfold Hills.

## Levevis

### Føde
Ligesom den nordlige søelefant optager arten kun føde uden for parringstiden og når den ikke opfostrer sine unger. Den jager i havet og har byttedyr som blæksprutter, krebsdyr, benfisk og bruskfisk som for eksempel mindre hajer og rokker.

### Forplantning
Parringen og ungernes opfostring sker i store kolonier på land. Parringstiden strækker sig fra august indtil november (det antarktiske forår). Hanner kommer først til stedet og kæmper om en god position i kolonien. Dominante hanner optager et større revir i koloniens centrum, mens underlegne hanner bliver fortrængt til koloniens periferi. Når hunnerne ankommer, kommer de derved til at befinde sig inden for en eller anden hans revir og kommer til at tilhøre haremmet. Sommetider skifter hunner utilsigtet harem, når de bevæger sig langs stranden. En alfahan kan have op til 60 hunner i sit harem.
Hunnerne er drægtige som følge af parringen året før. De føder deres unger fem til syv dage efter ankomsten. Normalt fødes kun en unge per kuld. Tvillinger forekommer sjældent og i disse tilfælde dør normalt den svageste af ungerne. Ungen eller ungerne får lov til at die i cirka 23 dage, dog længere hvis moren har overskud til det. Moren æder intet eller kun lidt i diegivningsperioden og aftager betydeligt i vægt.
Ved parringen lægger hannen en af forlufferne på hunnen og bider sig fast i hendes nakke. Det befrugtede æg hviler omtrent tre måneder og herefter varer den egentlige drægtighed cirka otte måneder. Efter parringerne forlader de voksne dyr kolonien. Ungerne forbliver normalt en tid inden de i mindre grupper begiver sig til havs.
Hunner bliver kønsmodne efter tre år, og efter seks år føder de hvert år en unge. Hanner når kønsmodenheden efter 5 til 6 år, men først efter 10 til 12 år kan de etablere et harem og forplante sig. Hanner bliver normalt op til 14 år gamle og for hunner er den gennemsnitlige levetid 21 år.

### Naturlige fjender og parasitter
Artens største naturlige fjende er spækhuggeren (Orcinus orca). Den kan selv hos voksne hanner forårsage større sår. Også store hajer som den hvide haj (Carcharodon carcharias) dræber sommetider mindre individer af sydlig søelefant. Sommetider bliver unge dyr ofre for søleoparden.
En af den sydlige søelefants almindeligste parasitter er en art lus, Lepidophthirus macrorhini, der sætter sig fast ved baglufferne. På søelefantens hud findes ofte muslingekrebs, men de er ikke parasitter. En kradser, Corynosoma bullosum, og en rundorm, Porrocaecum decipiens, er fundet i artens mave-tarmsystem. Ormenes larver lever i antarktiske isfisk af familien Nototheniidae som er almindelige byttedyr for søelefanter.

## Taksonomi
Carl von Linné beskrev den sydlige søelefant allerede i 1758 i tiende udgave af værket Systema naturae og gav arten det videnskabelige navn Phoca leonina. Dyret var formodentlig tidligere kendt af andre zoologer uden dog at være videnskabeligt navngivet. Den spanske naturhistoriker Juan Ignacio Molina ændrede i 1782 navnet til Phoca elephantina. Han og andre naturforskere som François Péron, Anselme Gaëtan Desmarest og Henri Marie Ducrotay de Blainville beskrev frem til 1820 forskellige populationer fra forskellige øer med de videnskabelige navne Phoca proboscidea, Phoca resima, Phoca coxii, Phoca ansonii og Phoca ansonii, men senere fandt man ud af, at de alle tilhørte samme art. John Edward Gray etablerede i 1825 slægten Macrorhinus ud fra en population søelefanter, men navnet blev erklæret for ugyldigt, da det allerede anvendtes for en slægt biller. Gray ændrede derfor slægtsnavnet til Mirounga. Den første som anvendte det nu gyldige navn for den sydlige søelefant var den amerikanske zoolog Joel Asaph Allen i 1905.
Artens position i familien ægte sæler er omstridt. For eksempel fremkom i 1983 den teori, at søelefanter og munkesæler (Monachus) er tæt beslægtede, og at begge tilhører en oprindelig udviklingslinje inden for familien. En undersøgelse fandt i 1996 intet som bekræftede, at søelefanter skulle være nært beslægtet med munkesæler. Derimod støttedes hypotesen at søelefanter er en gammel evolutionær gren af de ægte sæler.
Artsepitetet leonine kommer af det latinske ord "leoninus", der betyder: "lignende en løve".

## Status for bestanden
I 1800-tallet var arten mål for omfattende jagt, men den blev ikke lige så truet af udryddelse som den nordlige søelefant. Dog blev kolonierne på Tasmanien, King Island, Juan Fernández-øerne og på Sankt Helena udryddet. Omkring 1990 blev hele bestanden estimeret til at være på 650.000 individer, og omtrent halvdelen af dem havde deres kolonier på Sydgeorgien. I nogle regioner tiltager bestanden, mens den andre steder aftager. IUCN oplister sydlig søelefant som ikke truet (LC) på grund af den forholdsvis store population og det vidstrakte udbredelsesområde.

## Eksterne links
- Wikimedia Commons har flere filer relateret til Sydlig søelefant